# Chorista luteola
Chorista luteola är en näbbsländeart som först beskrevs av John Obadiah Westwood 1846.  Chorista luteola ingår i släktet Chorista och familjen Choristidae. Inga underarter finns listade i Catalogue of Life.